# São Frumêncio ai Prati Fiscali (título cardinalício)
São Frumêncio ai Prati Fiscali (em latim: Sancti Frumentii ad Prata Fiscalia) é um título cardinalício que foi instituído pelo Papa João Paulo II em 28 de junho de 1988. Sua sede se encontra na região do Val Melaina, em Roma, na Igreja de São Frumêncio ai Prati Fiscali.

## Titulares
- Alexandre José Maria dos Santos, O.F.M. (1988 - 2021)
- Robert Walter McElroy (desde 2022)